# Clyde Kennard
Pour les articles homonymes, voir Kennard.
Clyde Kennard, né le 12 juin 1927 à Hattiesburg et mort le 5 juillet 1963, est un pionnier américain des droits civiques dans le Mississippi dans le cadre du mouvement afro-américain des droits civiques.
Dans les années 1950, après son service dans l'armée, il tente à plusieurs reprises de s'inscrire au Mississippi Southern College (désormais connue comme l'université du Sud du Mississippi). Ségrégée, l'université n'accepte pas son inscription bien que la Cour suprême des États-Unis ait statué en 1954 que la ségrégation des écoles publiques était inconstitutionnelle.
Arrêté et condamné sur de fausses accusations, il meurt d'un cancer en prison peu après une libération conditionnelle. Après la publication en 2005 de preuves que Kennard avait été faussement condamné, des militants ont essayé de lui accorder une annulation posthume de la condamnation.